# Иоффе, Юлия
Юлия Иоффе /ˈjɒfi/ (англ. Julia Ioffe) — американская журналистка.

## Семья и образование
Родилась в Москве в семье русских евреев. Семья иммигрировала в США в 1990 году, когда самой Юлии было 7 лет. Семья поселилась в городе Колумбия, штат Мэриленд. В 2005 г. окончила Принстонский университет с дипломом бакалавра с отличием по истории, специализируясь на истории СССР. Научным руководителем её дипломной работы, посвящённой советской пропаганде в гражданской войне в Испании, был Ян Томаш Гросс.

## Карьера
Начала карьеру в должности факт-чекера в журнале The New Yorker, затем работала в Case Studies Initiative фонда Джона и Джеймса Найт при аспирантуре Колумбийского университета по журналистике. Благодаря выигрышу гранта Фулбрайта вернулась в Россию, где была московским корреспондентом  журналов The New Yorker и Foreign Policy. В 2012 г. стала старшим редактором журнала The New Republic в Вашингтоне.
Журналистские работы были отмечены критическим настроем к президенту Владимиру Путину, бывшему мэру Москвы Юрию Лужкову и государственному иновещательному телеканалу RT. Её материалы вызывали негативные отзывы российских читателей, недовольных её оценкой происходящего в их стране.
В декабре 2014 г. вместе с о многими сотрудниками The New Republic покинула журнал в знак протеста против планов нового владельца Криса Хьюза. В следующем месяце стала автором The New York Times Magazine.
В апреле 2016 года для журнала GQ составила профайл на Меланию Трамп, вызвавший неоднозначную реакцию в СМИ и у героя статьи. Сторонники Дональда Трампа впоследствии присылали Йоффе антисемитские угрозы и оскорбления.
В мае 2016 г. стала автором в Politico. В декабре 2016 г. написала скандальный твит, впоследствии удалённый, о сексуальном влечении Дональда Трампа к собственной дочери, за публикацию которого потом извинилась. Впоследствии трудовой контракт с ней был расторгнут досрочно.
В январе 2017 года стала автором в The Atlantic, её сферой интересов стали национальная безопасность, внешняя и внутренняя политика. К весне 2018 года вышла из штата журнала, продолжая публиковаться в нём в качестве контрибьютора
В марте 2018 года стало известно о заключении договора с издательством Ecco Press о написании к зиме 2020 года книги, посвящённой России.